# Trapelus tournevillei
Trapelus tournevillei là một loài thằn lằn trong họ Agamidae. Loài này được Lataste mô tả khoa học đầu tiên năm 1880.